# Catatos
Catatos – tradycyjne danie kuchni angolskiej przyrządzane ze smażonych gąsienic z czosnkiem.
Catatos wywodzi się z prowincji Uíge. W najprostszym wariancie danie przygotowuje się poprzez smażenie wyłącznie gąsienic z czosnkiem. Wersje bardziej rozbudowane przyrządzane są z cebulą, papryką, czy pomidorami. Jako dodatek serwuje się ryż i ostry sos.
Potrawa powinna być tak przygotowana, by gąsienice były odpowiednio delikatne, niemniej winny zachować chrupiącą konsystencję. Ich smak zbliżony jest według niektórych opinii do krewetek. Jest to danie wartościowe odżywczo, bogate w białka i żelazo (ma więcej tych składników niż ryby, czy wołowina). Badanie z 2017 wykazały, że larwy Imbrasia epimethea miały porównywalną ilość białka do tuńczyka, kurczaka i wołowiny, ale niższy jest tam poziom aminokwasów. Są ponadto bogate w tłuszcze wielonienasycone. Gotowanie nie wpływa znacząco na spadek wartości odżywczej.
Jednym z najczęściej używanych przy sporządzaniu dania gatunków jest Gonimbrasia belina z rodziny pawicowatych o miejscowej nazwie mopane. Rocznie w Afryce południowej odławia się około 9,5 miliarda osobników tego gatunku w celach kulinarnych. Inne gatunki tradycyjnie spożywane w Angoli to larwy Imbrasia epimethea, Imbrasia ertli i Usta terpsichore. Do zbioru owadów z drzew zatrudniane są częstokroć dzieci, natomiast dorośli pozyskują je z pól. Zdarzają się wycinki drzew przy zbiorach gąsienic.